# Diecezja Oakland
Diecezja Oakland (łac. Dioecesis Quercopolitana, ang. Diocese of Oakland) jest diecezją Kościoła rzymskokatolickiego w metropolii San Francisco w Stanach Zjednoczonych w środkowo-zachodniej części stanu Kalifornia.

## Historia
Diecezja została kanonicznie erygowana 13 stycznia 1962 roku przez papieża Jana XXIII. Wyodrębniono ją z archidiecezji San Francisco. Pierwszym ordynariuszem został dotychczasowy biskup pomocniczy diecezji Cleveland Floyd Begin (1902-1977). Pierwotną katedrą diecezjalną był kościół św. Franciszka Salezego. Ucierpiał on jednak podczas trzęsienia ziemi z roku 1989. Z powodu naruszenia konstrukcji świątynię zburzono całkowicie w roku 1993. Budowę obecnej katedry Chrystusa Światła ukończono w roku 2008. W tym samym roku ówczesny ordynariusz bp Allen Vigneron dokonał jej uroczystego poświęcenia.

## Ordynariusze
- Floyd Begin (1962–1977)
- John Cummins (1977–2003)
- Allen Vigneron (2003–2009)
- Salvatore Cordileone (2009–2012)
- Michael Barber SJ (od 2013)